# Willa „Stara Kancelaria” w Szczawnicy
Willa „Stara Kancelaria” w Szczawnicy – zabytkowa willa w Szczawnicy, przy placu Dietla 3.

## Historia
Willę wybudowano w latach 1864–1865 według projektu Józefa Szalaya w czasie, gdy powstawała zabudowa placu Dietla.

## Mieszkańcy i użytkownicy
- Początkowo zamieszkał w willi zarządca Górnego Zakładu (czyli części uzdrowiska wokół placu i w Parku Górnym). Mieściła się tu też jego kancelaria, która została rozbudowana o jedno pomieszczenie w 1880 roku.
- W latach 30. XX wieku przyjmował tu pacjentów znany lekarz Wilhelm Kropaczek. W przyziemiu willi znajdował się magazyn butelek z wodą zdrojową.
- Od 1948 roku dom funkcjonował jako mieszkanie pracownicze.
- W latach 1956–1985 mieszkał w willi znany lekarz Eugeniusz Beda.
- W okresie 1985–1990 w przyziemiu budynku mieściła się galeria Biura Wystaw Artystycznych.
- Obecnie w przyziemiu willi mieści się Agencja Fotograficzna „Zefir”, oferująca również usługi dorabiania kluczy itp. (jeszcze niedawno była tu kawiarenka internetowa), a na piętrze znajduje się mieszkanie pracownicze.

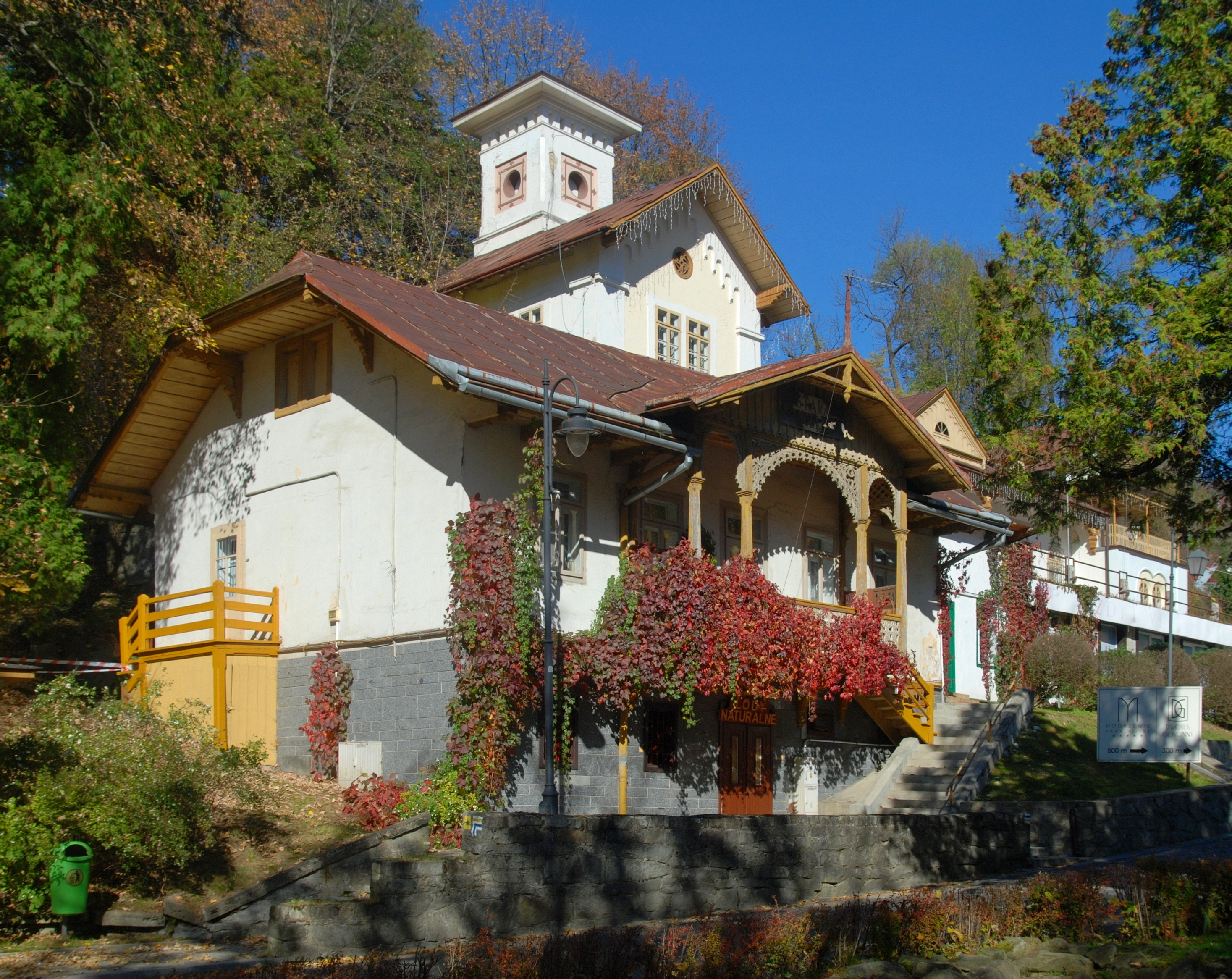
Widok od strony południowej
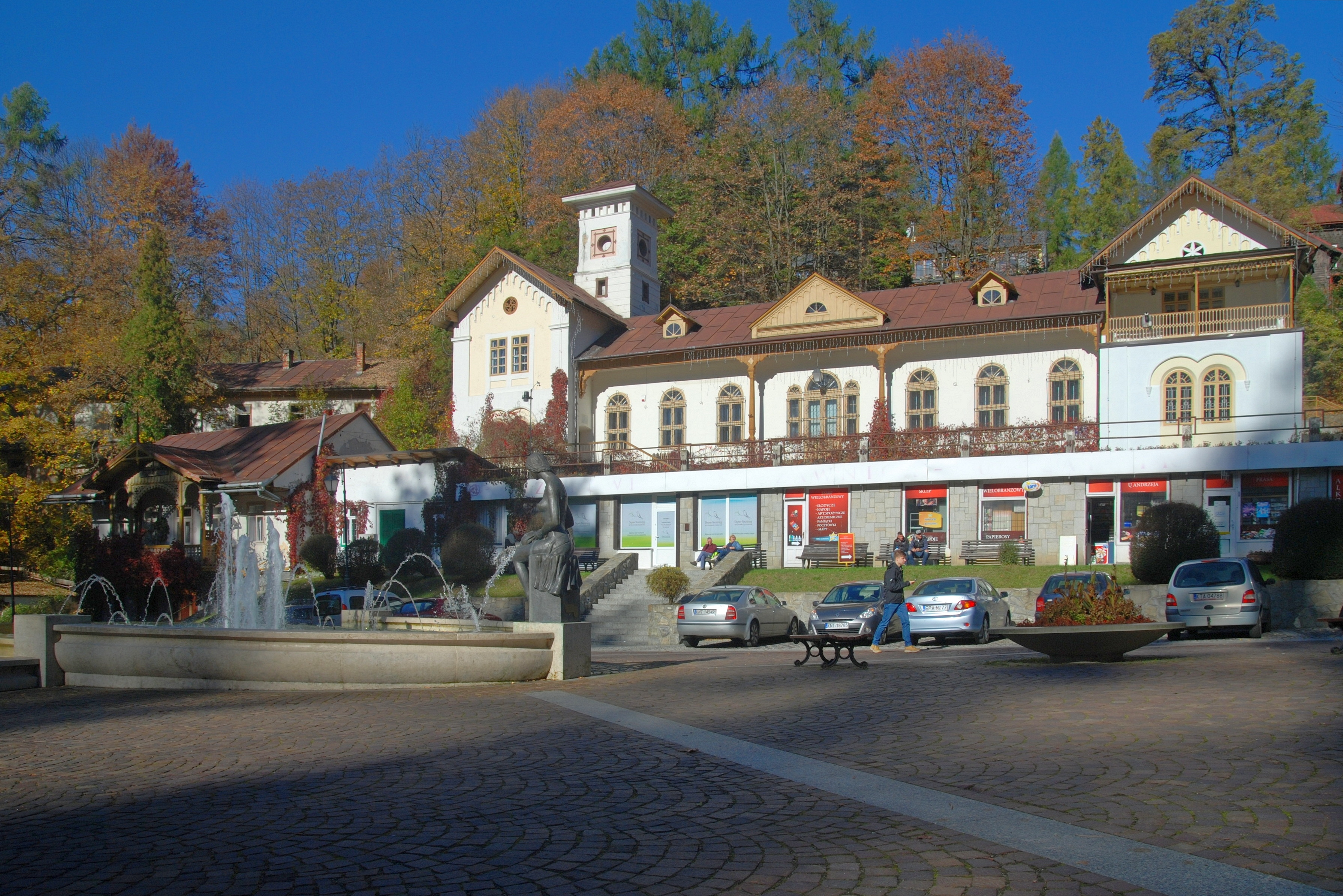
Widok z placu Dietla
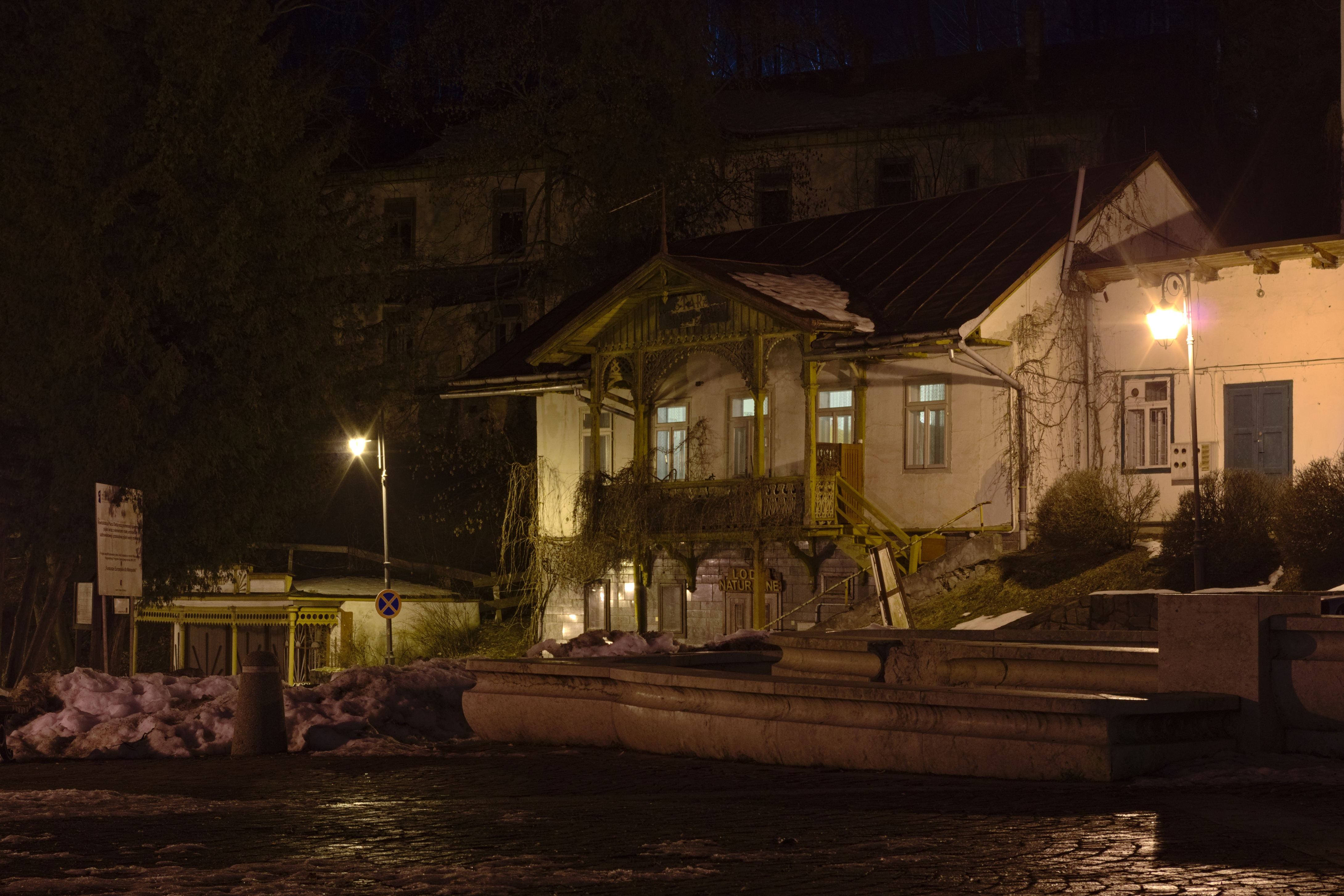
Widok w nocy